# Falcatula falcatus
Falcatula falcatus là một loài bướm đêm thuộc họ Sphingidae. Nó được tìm thấy ở savanna và woodland từ Zimbabwe tới Malawi, Mozambique, Zambia, Cộng hòa Trung Phi và miền đông châu Phi.
Chiều dài cánh trước là 38–42 mm đối với con cái, which are larger than the males. 